# Mădulari
Mădulari è un comune della Romania di 1 658 abitanti, ubicato nel distretto di Vâlcea, nella regione storica dell'Oltenia.
Il comune è formato dall'unione di 6 villaggi: Bălșoara, Bănțești, Dimulești, Iacovile, Mamu, Mădulari.